# 甸恩·艾殊頓
甸恩·艾殊頓（英語：Dean Ashton，1983年11月24日—）在威爾特郡的斯文登出生，是一名英格蘭的前足球運動員，於2009年12月11日因長期傷患宣佈結束職業球員生涯。艾殊頓屬於強壯及優於頭球的前鋒，曾出賽的每一級別聯賽皆能經常取得入球。
艾殊頓出身於克魯的青訓計劃，年僅16歲已獲提升為一隊球員，處子登場是對吉林汉姆後補入替。在克魯5年後，艾殊頓以破紀錄的300萬英鎊轉投英超聯賽球會诺里奇城，艾殊頓只在諾域治逗留了6個月，再以破紀錄的725萬英鎊加盟西汉姆联。在2006年8月中獲選入國家隊作賽，但在訓練時腳踝受傷，缺陣了後來的大半季的英超聯比賽。在2007年10月5日被重召入國家隊，但在3天後又再度傷患，結束職業球員生涯。

## 運動能力
艾殊頓的強項在於體格健碩，身高為188厘米，在英超聯賽作賽，高大的身材及精確的射門觸覺十分重要。同時他的左右腳同樣運用純熟，制空能力強及射球觸角敏銳，這些特點與阿兰·希勒非常相似，部份球評家認為終有一日艾殊頓會繼承這名纽卡斯尔联前鋒在英格蘭的席位，並冠以「新舒利亞」的稱號。當西汉姆联的領隊阿兰·帕德鲁（Alan Pardew）簽下艾殊頓時承認球會可能以高於市價收購，但大部分足球專家相信對艾殊頓的長遠投資將獲得豐厚的回報。

## 足球生涯

### 克魯
艾殊頓在克魯附近一條名為霍爾姆斯查珀爾的小村莊長大，入讀霍爾姆斯查珀爾綜合學校。最初艾殊頓原定加盟，但最終改為加入克魯的青訓計劃。艾殊頓是克魯領隊兼教練（Dario Gradi）著名的青年球員發展計劃產品，2000年，年僅16歲的艾殊頓簽署獎學金表格加入克魯，同年稍後於1-0勝吉林汉姆的比賽中首度替補上場，成為代表克魯上陣最年輕的球員之一。艾殊頓要再等3個月才在3-1擊敗上陣，再一次後補入替。艾殊頓在對4-2的勝仗取得首個入球。直到2001年1月足總盃對卡迪夫城才獲首次正選上陣。艾殊頓首季為克魯射入8球，包括季尾對、及的比賽取得重要入球，為克魯成功保持甲組的席位。
次季艾殊頓則為傷患及缺態而影響演出，但仍能射入10球，更加獲得參加國際賽的榮譽，分別代表英格蘭於16歲以下、17歲以下、18歲以下及19歲以下各級別比賽。
2002-03年球季艾殊頓射入16球，協助克魯在降級乙組一年後重返甲組行列。翌年2003-04年球季，艾殊頓成為克魯歷史上首位在甲組比賽射入20球的球員。當季艾殊頓於2004年3月6日作客维甘竞技的JJB運動場，首次在聯賽中演出帽子戲法，3-2擊敗對手，當中包括射入兩球十二碼。曾經代表19歲以下級別的英格蘭比賽，艾殊頓本季更進一步成為21歲以下小國腳，分別於對抗荷蘭及瑞典的比賽中取得入球。
艾殊頓在2004-05年球季為克魯射入18球，季後以300萬英鎊轉會費成為诺里奇城最貴價簽入的球員。

### 諾域治
艾殊頓為诺里奇城首次主場上陣是對米德尔斯堡的一場有8球大手交易的刺激比賽，落後1-4的諾域治最終追平4-4，艾殊頓亦有取得入球。2月份艾殊頓在對曼城時射入一個精彩入球，稍後更獲得BBC每月金球的第二位，僅敗於亨利對水晶宮的入球。
許多球評家相信艾殊頓會是諾域治成功護級的主要因素。但諾域治仍在2005年於球季最後一日落敗而降級，就算有數支英超聯球隊對艾殊頓有興趣，艾殊頓仍決定隨隊降級以爭取升級重回超級聯賽。同年稍後艾殊頓在主場3-1擊敗南安普顿的比賽中取得他在諾域治首次亦是唯一的一次帽子戲法。
由於諾域治脫離頂級聯賽行列，部分人相信以艾殊頓的質素應在超聯中佔一席位，對艾殊頓未來的動向引起頗多的臆測。很多球隊，包括曼城及查尔顿竞技表示有興趣。其中查爾頓的領隊阿兰·柯比什利（Alan Curbishley）更準備出售6名球員以換取這名諾域治年青小將。西汉姆联亦是其中一支有興趣收購艾殊頓的球隊。當時的諾域治領隊奈杰尔·沃辛顿試圖平息傳言，提出只有合乎球隊訂定的身價才會考慮出售艾殊頓，領隊因金額過高而退出競爭。艾殊頓在2005年夏季重申對球隊的承諾，延長合約到2009年。到了12月，由於禾寧頓說如價格合意，艾殊頓將可於1月離隊，意味著有超聯球隊向諾域治開價收購艾殊頓。諾域治與韋斯咸經過數週討價還價後，最終在2006年轉會市場重開時接納韋斯咸的700萬英鎊開價。

### 韋斯咸
|  | 我在諾域治渡過美好的一年，在此衷心感謝球迷們及在卡諾路球場共事的每一個人。韋斯咸是一間偉大的球會，我個人雄心勃勃，而再次在超級聯賽比賽的機會實在不容錯過。 |
2006年1月22日落實了轉會安排，艾殊頓與韋斯咸達成私人條款，當日稍後通過體檢。於1月23日的星期一，韋斯咸對比賽前的記者會正式宣佈艾殊頓的加盟。艾殊頓以勝利慶祝其加盟韋斯咸，作客3-2擊敗。在繼後的比賽亦射入一些重要入球，包括足總盃八強對曼城的兩球，維持韋斯咸在這項盃賽的強勁走勢，韋斯咸自1980年來再次打入足總盃決賽。但艾殊頓不單是憑入球紀錄令到西汉姆联的忠實球迷目瞪口呆，其合意的觸球及果敢的眼界，經常以美妙的傳球撕破對手的防線，使人們常將艾殊頓與其極富經驗的隊友相題並論。艾殊頓不單能在高水平的球賽經常取得入球，更有能力協助其他隊友進入比賽。

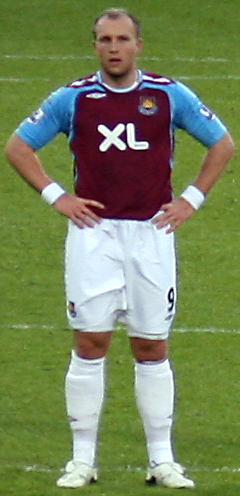
披上韋斯咸球衣的艾殊頓

為艾殊頓足球生涯最重要的一季劃上句號的是足總盃決賽，在英超聯對時艾殊頓拉傷腿筋，艾殊頓於對利物浦的決賽前雖然未能進行正常操練，但仍然宣稱傷患無礙可以出場，在決賽中艾殊頓的表現成為效力西汉姆联短短時間的代表作，射第二球，並經常像尖刺一般撕破在英格蘭一貫以堅固見稱的利物浦防線，但因傷在71分鐘退下火線，當時韋斯咸領先3-2，但在完場前炮彈式遠射追平3-3將比賽帶進加時，加時再無紀錄，互射十二碼利物浦勝3-1將獎盃帶回馬西賽特郡。
艾殊頓效力西汉姆联的首半年，共出賽16場射入6球，博得一向尖酸刻薄的球評家阿兰·汉森及領隊柏祖的好評。
在2006年夏季，盛傳艾殊頓將會離開烏普頓公園，其中一間提出的是纽卡斯尔联，並以價值3百萬鎊的作交換條件。但後來韋斯咸領隊柏祖保證：「他（艾殊頓）那裡也不會去。」
2007年的冬季轉會市場完結後，西汉姆联成绩仍然沒有改善，艾殊頓在早前在國家隊操練因弄了傷腳踝，整整大半季沒有上陣比賽。然而，西汉姆联極大機會下季降班，陣中多名球員被不少球會看中，而艾殊頓又再度被紐卡素看中。如果在英冠聯比賽的話，艾殊頓在國家隊內爭一席位的可能性會很低，所以一直有很多新聞傳出艾殊頓離開韋斯咸，後來領隊表示暫時沒有計劃把他出售。
艾殊頓在7月14日回歸西汉姆联，在季前一場熱身賽對达根汉姆和雷德布里奇，並上場對賽45分鐘，展示自己的能力，雖然未能取得入球，球場最終以2-0取勝。。艾殊頓後來在對的友誼賽，射入他傷患後及新領隊古比士利領導下的第一球。最後兩隊踢成1-1完場。
首場2007-08英超聯賽季比賽在2007年8月11日，對作客曼城比賽，艾殊頓於下半場65分鐘在新賽季首次後備入替（George McCartney）。，但未能挽回球隊劣勢，最終敗陣兩球。後來在對韋根比賽中，再度後備上陣並入替（Bobby Zamora）。在該季第四場比賽，9月2日作客對雷丁比賽首次以正選身份上陣，雖然沒有入球進陣，但表演受到領隊肯定，在下半場65分鐘被換出。艾殊頓終於在9月15日在聯賽上射入第一球，主場迎戰米杜士堡，在下半場62分鐘射入自2006年足總盃決賽以來首個大型賽事入球，協助球隊完成3-0的比數。
再度傷患缺陣後，在11月25日主場對熱刺，在72分鐘後備上陣，再度復出，但未有建功。在12月9日，艾殊頓在下半場入替表現欠佳的艾法寧頓，並在52分鐘射入第二度復出的入球，為球隊在作客對布莱克本，成功擊敗對手，取得三分。

#### 傷患缺陣

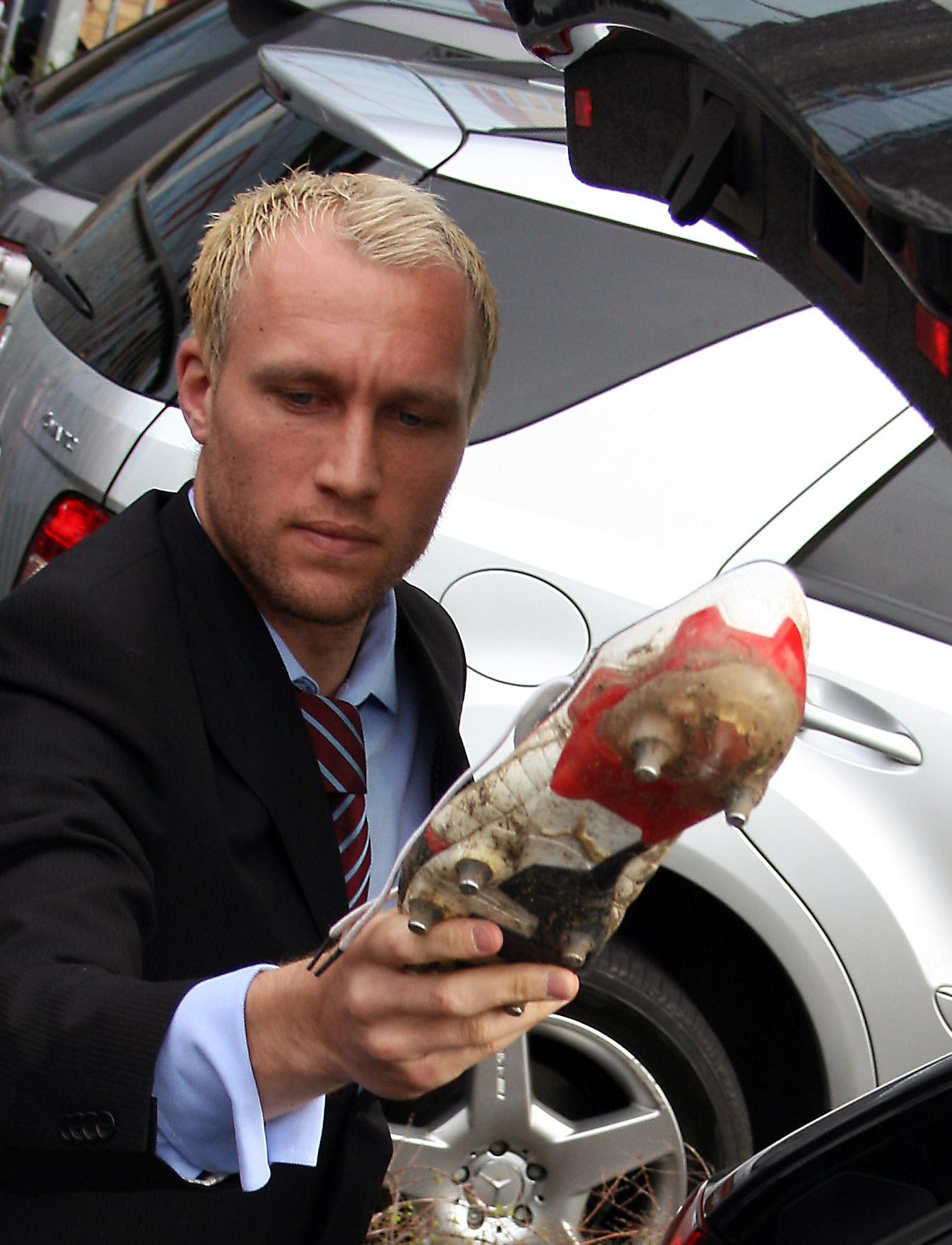
艾殊頓手持球鞋

艾殊頓由2006年8月至10月共接受了兩個多月的復原治療。在2006年10月中他在西汉姆联的 官方網站 （页面存档备份，存于） 表示他正回來西汉姆联進行一些腳部治療及健身運動，而外科醫生在早前的X-射線報告表示康復情況令人樂觀，進展十分之好，他拆除了石膏還可以正常地走路。艾殊頓的物理治療師史提芬·阿倫正為艾殊頓進行物理治療，艾殊頓亦到曼徹斯特的水療法中心接受更進一步的水治療。艾殊頓回來進行訓練時，他表示他正在昐望在聖誕節的前夕趕及傷癒復出歸隊和回來探望各位隊友
。艾殊頓在這段日子表示感到十分可怕，並希望在新一年會有一個新開始，並約定在新年回來，他解釋復出計劃一再拖延的原因是想完全康復才為球隊上陣，有更好的發揮。西汉姆联新任領隊古比士利走馬上任，艾殊頓的康復，在接下來的比賽，無疑為新領隊打了強心針，而且憑著去年的好成積，贏得不少球迷的熱切祈望。
部份謠言指出，艾殊頓的康復在十二月表現得不理想，其康復速度因而受阻，在2007年1月甚至2月初都不能為西汉姆联上陣，球會因而被逼在轉會市場重開時可能需要購買一名攻擊球員頂替艾殊頓。但是艾殊頓在其官方網誌抨擊這些報導是不實的，艾殊頓指他並沒有安排一個復出日期，講述自己的康復進度良好，能穿起球鞋射門。在2007年1月，艾殊頓在韋斯咸官方網站，表示個人康復速度甚佳，而且能跑步及踢球，雖仍未有復出時間表，但艾殊頓的康復進度，令領隊阿兰·柯比什利舒了一口氣。在2月上旬，艾殊頓何時復出成為熱話，因為韋斯咸正在護級水深火熱之際，領隊亦十分希望艾殊頓及時回歸。在2007年2月下旬，艾殊頓已開展了在預備組的訓練，但仍未能為球隊在預備組比賽中上陣。
在2007年3月，西汉姆联領隊古比士利對艾殊頓復出的問題，他表示球會是不會對艾殊頓作出任何壓力。他表示艾殊頓將缺陣整個2006-07賽季，原來在六星期前看到一點希望，但後來看到診斷報告，為艾殊頓的復出感到失望。後來，於4月20日，領隊古比士利放出消息，艾殊頓幾週以前清除一些傷疤組織，相信將於數週後能跑動，而球會正值急需搶分之際，現時要保持他的良好心景。韋斯咸在艾殊頓缺陣下仍能護級成功，一掃轉會傳聞。最終艾殊頓在7月復出。
不幸地，在10月9日，艾殊頓又因入選國家隊觸發傷患需要休養六星期。在11月22日，領隊古比士利宣佈艾殊頓已經復原，可在接下來的比賽披甲上陣。
2008年6月4日，雖然有傳艾殊頓有可能轉投到曼聯、或，但最終選擇留效韋斯咸，續約5年。

### 國際賽生涯
艾殊頓曾代表英格蘭在多個不同年齡級別比賽，其良好的入球比率予人深刻印象。尤其在2004年代表英格蘭U21上陣，在首次對着荷蘭U21比賽中取得致勝入球。雖然在2006世界盃的英格蘭大鬧前鋒荒，艾殊頓仍不獲的歡心，落選英格蘭的世界盃大軍。
2006年8月11日艾殊頓獲召首度加入的英格蘭大軍，準備友賽冠軍希臘，是四名入選的前鋒之一，其餘三名為、（利物浦）及（熱刺）。艾殊頓在賽前一日的操練中跟隊友相撞，不幸地弄斷腳跟，錯過首次成為英格蘭大國腳的機會。英格蘭領隊在記者招待會中為艾殊頓的受傷感到不幸和向艾殊頓致歉。
艾殊頓在復出後，再度成為大國腳，預備對愛沙尼亞的比賽上陣。可是，在10月9日，再因傷患需要休養六星期。
2008年6月1日作客對千里達及托巴哥獲得首次代表英格蘭上陣。

## 生涯統計
| 球 會    | 年 度     | 本地聯賽 | 本地聯賽 | 足總盃 | 足總盃 | 聯賽盃 | 聯賽盃 | 歐洲比賽 | 歐洲比賽 | 合 計 | 合 計 |
| 球 會    | 年 度     | 出場     | 進球     | 出場   | 進球   | 出場   | 進球   | 出場     | 進球     | 出場  | 進球  |
| -------- | --------- | -------- | -------- | ------ | ------ | ------ | ------ | -------- | -------- | ----- | ----- |
| 西汉姆联 | 2007-08年 | 31       | 10       | 2      | 0      | 2      | 1      | 0        | 0        | 35    | 11    |
| 西汉姆联 | 2006-07年 | 0        | 0        | 0      | 0      | 0      | 0      | 0        | 0        | 0     | 0     |
| 西汉姆联 | 2005-06年 | 11       | 3        | 5      | 3      | 0      | 0      | 0        | 0        | 16    | 6     |
| 總計     | 2006-08   | 142      | 13       | 7      | 3      | 2      | 1      | 0        | 0        | 51    | 17    |
| 诺里奇城 | 2005-06年 | 28       | 10       | 0      | 0      | 2      | 1      | 0        | 0        | 30    | 11    |
| 诺里奇城 | 2004-05年 | 16       | 7        | 0      | 0      | 0      | 0      | 0        | 0        | 16    | 7     |
| 總計     | 2005-06   | 44       | 17       | 0      | 0      | 2      | 1      | 0        | 0        | 46    | 18    |
| 克魯     | 2004-05年 | 24       | 18       | 0      | 0      | 3      | 2      | 0        | 0        | 27    | 20    |
| 克魯     | 2003-04年 | 44       | 19       | 1      | 0      | 2      | 1      | 0        | 0        | 47    | 20    |
| 克魯     | 2002-03年 | 38       | 9        | 2      | 2      | 1      | 0      | 0        | 0        | 41    | 11    |
| 克魯     | 2001-02年 | 32       | 7        | 4      | 3      | 1      | 0      | 0        | 0        | 39    | 10    |
| 克魯     | 2000-01年 | 21       | 8        | 2      | 0      | 0      | 0      | 0        | 0        | 23    | 8     |
| 總計     | 2000-05   | 159      | 61       | 9      | 5      | 7      | 3      | 0        | 0        | 177   | 69    |
| 生涯總計 | 生涯總計  | 245      | 91       | 16     | 8      | 11     | 5      | 3        | 5        | 275   | 109   |

## 獎項

### 克魯
- 2002-03年，英格蘭乙組足球聯賽亞軍

### 西汉姆联
- 2005-06年，英格蘭足總杯亞軍

### 其他
- 1998年，《牛奶杯》新人金靴獎（Milk Cup Junior Goldenboot）

## 瑣事

### 足球
- 艾殊頓為克魯及诺里奇城首次登場時穿著"36"號球衣，而稍後則改穿"10"號球衣。稍後在加盟作賽時，則改穿"9"號球衣。
- 艾殊頓極力游說前隊友羅拔格連加盟西汉姆联，重返英超作賽[46]。
- 艾殊頓在比賽進行前的晚上，會迷信地習慣吃一些餅乾[47]。

### 個人喜好
- 艾殊頓最喜愛的食物是披薩，而最喜愛的飲品是胡椒博士。
- 艾殊頓駕駛一輛（Range Rover）汽車，而他最喜愛的球評家是名宿。
- 艾殊頓最喜愛的電影是（John Q）, 而最喜愛的影星是。
- 艾殊頓最希望見到的演員是和。
- 艾殊頓在假期中最想去的目的地是美國的佛罗里达州。

## 備註
1. ↑  轉會費附加條款如韋斯咸獲得歐洲足協杯參賽資格需加付12.5萬鎊給诺里奇城，艾殊頓如成為英格蘭大國腳再加付12.5萬鎊，最後兩項條款達成，所以共725萬英鎊。
2. ↑  克魯球員：艾殊頓 克魯官方網站[永久] 2006年6月21日查閱
3. ↑  艾殊頓傷患打擊克魯 英國BBC新聞 2006年6月30日查閱
4. ↑  諾域治以300萬鎊簽入艾殊頓 英國BBC新聞 （页面存档备份，存于） 2006年6月30日查閱
5. ↑  每月金球 英國BBC新聞 （页面存档备份，存于） 2006年7月3日查閱
6. ↑  報章球評家估計諾域治的機會 英國BBC網站 （页面存档备份，存于） 2006年7月3日查閱
7. ↑  诺里奇城 3-1 南安普顿 英國BBC網站 （页面存档备份，存于） 2006年7月3日查閱
8. ↑  周四傳聞專欄 英國BBC新聞 （页面存档备份，存于） 2006年7月3日查閱
9. ↑  柏祖再提收購艾殊頓 英國BBC新聞 2006年6月30日查閱
10. ↑  艾殊頓把自己交託給诺里奇城 英國BBC新聞 2006年7月3日查閱
11. ↑  诺里奇城考慮艾殊頓的問價 英國BBC新聞 2006年7月3日查閱
12. ↑  大鎚仔完成艾殊頓的轉會交易 英國BBC新聞 （页面存档备份，存于） 2006年6月30日查閱
13. ↑  超聯戰報 英國BBC新聞 （页面存档备份，存于） 2006年7月3日查閱
14. ↑  億元射手駁火爭入決賽 雅虎香港體育 （页面存档备份，存于） 2006年4月23日查閱
15. ↑  曼城 1-2 韋斯咸 英國BBC新聞 （页面存档备份，存于） 2006年6月30日查閱
16. ↑  韋斯咸雙雄戰勝傷患 英國BBC新聞 （页面存档备份，存于） 2006年5月10日查閱
17. ↑  利物浦 vs 西汉姆联 英國BBC新聞 （页面存档备份，存于） 2006年5月13日查閱
18. ↑  阿倫漢臣足總盃決賽預測 英國BBC新聞 （页面存档备份，存于） 2006年6月30日查閱
19. ↑  紐記斟艾殊頓添攻力 蘋果日報體育新聞網站 的存檔，存档日期2008-05-22. 2006年7月17日查閱
20. ↑  紐卡素看上艾殊頓 Tribalfootball足球新聞網站 （页面存档备份，存于） 2007年3月1日查閱
紐卡素組合大軍 Tribalfootball足球新聞網站 （页面存档备份，存于） 2007年3月3日查閱
21. ↑  領隊不會出售艾殊頓 Tribalfootball足球新聞網站 （页面存档备份，存于） 2007年3月21日查閱
22. ↑  艾殊頓正式回歸 英國BBC新聞 （页面存档备份，存于） 2007年7月15日查閱
23. ↑  艾殊頓證明個人入球能力 英國BBC新聞 （页面存档备份，存于） 2007年7月15日查閱
24. ↑  . BBC Sport. 2007年8月11日  [2007年8月11日]. （原始内容存档于2007年8月14日）.
25. ↑  . BBC Sport. 2007年8月25日  [2007年8月25日]. （原始内容存档于2009年1月8日）.
26. ↑  . BBC Sport. 2007年9月1日  [2007年9月1日]. （原始内容存档于2015年12月8日）.
27. ↑  . BBC Sport. 2007年9月15日  [2007年9月15日]. （原始内容存档于2015年4月4日）.
28. ↑  . BBC Sport. 2007年11月25日  [2007年11月25日]. （原始内容存档于2007年11月25日）.
29. ↑  . Sky Sports. 2007年12月9日  [2007年12月9日]. （原始内容存档于2007年12月11日）.
30. ↑  艾殊頓目標在聖誕節復出 Soccer365 足球新聞網站[永久] 2006年10月11日查閱
艾殊頓歡樂地渴望歸隊 4TheGame 足球新聞網站[永久] 2006年10月11日查閱
艾殊頓在聖誕節回來 News balls新聞網站[永久] 2006年10月11日查閱
隧道盡頭的一絲曙光 韋斯咸官方網站 （页面存档备份，存于） 2006年10月11日查閱
艾殊頓將要回來 4TheGame 足球新聞網站[永久] 2006年11月13日查閱
31. ↑  阿兰·柯比什利面臨挑戰 英國BBC新聞 2006年12月13日查閱
32. ↑  艾殊頓被逼押後歸隊日期 英國BBC新聞 （页面存档备份，存于） 2006年12月18日查閱
33. ↑  柏祖遺下這筆資產 艾殊頓的官方網誌 的存檔，存档日期2006-12-12. 2006年12月20日查閱
34. ↑  艾殊頓正在良好的康復過程 西汉姆联官方網站 （页面存档备份，存于） 2007年1月9日查閱
35. ↑  艾殊頓沒有在預備組上陣 西汉姆联官方網站 2007年2月26日查閱
36. ↑  領隊沒有強迫艾殊頓復出 超聯消息網站 （页面存档备份，存于） 2007年3月15日查閱
37. ↑  球隊受到挫折 足球365新聞網站 的存檔，存档日期2007-03-28. 2007年3月21日查閱
38. ↑  古比士利召喚泰維斯的優秀球技 西汉姆联官方網站 （页面存档备份，存于） 2007年4月20日查閱
39. 1 2  . 英國BBC新聞. 2007年10月9日  [2007年10月9日]. （原始内容存档于2007年10月11日）.
40. ↑  . 韋斯咸官方網站. 2007年11月22日  [2007年11月22日]. （原始内容存档于2007年12月14日）.
41. ↑  .   [2008-06-05]. （原始内容存档于2008-10-03）.
42. ↑  艾殊頓獲召加入英格蘭 英國BBC新聞 （页面存档备份，存于） 2006年8月14日查閱
43. ↑  艾殊頓因傷錯過代表英格蘭 英國BBC新聞[] 2006年8月15日查閱
44. ↑  艾殊頓弄傷其腳踝 英國BBC新聞 （页面存档备份，存于） 2006年8月15日查閱
45. ↑  .   [2008-06-05]. （原始内容存档于2008-07-22）.
46. ↑  羅拔格連要挑戰羅賓遜 太陽網 2006年8月19日查閱
47. ↑  餅乾大王入主西汉姆联 艾殊頓的官方網誌 的存檔，存档日期2006-12-12. 2006年11月22日查閱

## 外部連結
- 官方網站
- 足球資料庫 （页面存档备份，存于）
- 英超聯官方網站：個人簡介
- 非官方球迷網站 （页面存档备份，存于）
- 艾殊頓的官方網誌
- 艾殊頓的個人喜好問答
- 4TheGame.com：個人簡介
- 體育英雄網站：相片及統計 （页面存档备份，存于）
- 諾域治元老：艾殊頓 （页面存档备份，存于）